# ダメな私に恋してください
『ダメな私に恋してください』（ダメなわたしにこいしてください）は、中原アヤによる日本の漫画。『YOU』（集英社）にて、2013年5月号から2016年9月号まで連載。その後、続編にあたる『ダメな私に恋してくださいR（リターンズ）』が、同誌にて、2016年11月号から2018年11月号まで連載された。
2016年1月期にテレビドラマ化された。

## あらすじ
無職なのに年下の大学生に貢いでいた非モテ女子・ミチコは偶然再会した前の職場の上司・黒沢の喫茶店で住み込みで働くことに。さらにトラブルに巻きこまれたところを再び黒沢に助けられ、気になりはじめる。しかし、黒沢には春子という想い人がおり、苦しむミチコ。そんな中、職場の年下同僚・最上に告白される。いつまでも黒沢の世話にはなれないと一人暮らしを再開。最上とも付き合い始める。だが、彼を詐欺師と疑ってしまい、誤解と判明するも破局。兄の婚約者・春子を思い続けていた黒沢が二人の結婚式で気持ちに整理をつけた一方、30歳になったミチコのもとに父親からお見合い写真が届く。焦ったミチコは黒沢にプロポーズするが、玉砕。しかし、それがきっかけで黒沢への想いを自覚したミチコはあの手この手でアプローチする日々。
ある日、おばあさんを助けたミチコ。そのおばあさんは喫茶ひまわりを開店した黒沢の祖母だった。お店で黒沢の子供のころの話を聞くミチコ。和やかな雰囲気の中、おばあさんが帰り際に喫茶ひまわりを人に譲ると言う。

## 登場人物
柴田 ミチコ（しばた ミチコ）
誕生日 - 8月7日。星座 - 獅子座。
資格なし、特技なし、貯金なしで貢ぎ体質の三十路女。恋愛経験がなくピュアな面がある。本人に自覚はないが異性にモテる。頼まれたら断れない性格だったが、黒沢に論され断れるようになり、貢ぎ体質も改善。住職の娘なのに、肉が大好物。
黒沢 歩（くろさわ あゆむ）
誕生日 - 12月30日。星座 - 山羊座。
脱サラして喫茶店のマスターになったミチコの元上司（主任）。ミチコにかなり厳しく当たっていたが、ミチコの根性を認めていた。元ヤンで腕っ節も強く、昔喫茶店の地元を荒らしていた暴走族を一人で倒したほど。自分に厳しく他人にも厳しいが、面倒見がよい。兄に劣等感を抱いていた。
黒沢 一（くろさわ はじめ）
黒沢の兄で青年実業家。父親の会社の子会社を継いでいる。真面目で厳格な黒沢とは正反対にお調子者で陽気な人物。弟のために俳優という夢を諦めた。愛情の裏返しで弟をいじめてしまう。ドMのブラコンとの自覚あり。
黒沢 春子（くろさわ はるこ）
黒沢の元想い人。一と結婚した。癒し系で優しい性格。お花屋さんを経営。
薫（かおる）
喫茶ひまわりを開いた黒沢の祖母。穏やかで心優しい人物で、黒沢の強面の友人も分け隔てなく接する。常連さん曰く、ミチコと人間的なものが似ているらしい。
晶（あきら）
黒沢と8年ほど付き合って同棲していた元彼女。三十路過ぎ。気が強いが、呑むと泣き上戸に。ランジェリー店の店長。ミチコの良き相談相手かつ飲み友達となる。のちに大地と付き合い、妊娠しできちゃった結婚をする。
テリー / 照井（てるい）
喫茶店の従業員。黒沢のヤンキー時代に出会い、彼を命の恩人として心酔している。
最上 大地（もがみ だいち）
ミチコの初カレ。年下で人が良い。ミチコと別れた後に晶と関係を持つ。その後晶の事が忘れられず交際、できちゃった結婚をする。

## 書誌情報

### 漫画
- 中原アヤ 『ダメな私に恋してください』 集英社 〈マーガレットコミックス〉、全10巻
  1. 2013年08月23日発売[6][7]、『YOU』2013年5月号[1] - 8月号、ISBN 978-4-08-845089-6
  2. 2013年12月25日発売[8]、『YOU』2013年9月号 - 12月号、ISBN 978-4-08-845148-0
    - ダメな私に恋してください 新メニュー開発編（『YOU』2013年9月号別冊ふろく）

  3. 2014年04月25日発売[9]、『YOU』2014年1月号 - 4月号、ISBN 978-4-08-845204-3
    - ダメな俺に恋してください[10]（『YOU』2014年1月号）

  4. 2014年08月25日発売[11]、『YOU』2014年5月号 - 8月号、ISBN 978-4-08-845260-9
    - ダメな僕に恋してください（『マーガレット』2014年17号）

  5. 2014年12月25日発売[12]、『YOU』2014年9月号 - 12月号、ISBN 978-4-08-845323-1
    - マブな俺に恋死手苦駄災（『YOU』2014年10月号）

  6. 2015年04月24日発売[13]、『YOU』2015年1月号 - 4月号、ISBN 978-4-08-845384-2
  7. 2015年08月25日発売[14]、『YOU』2015年5月号 - 8月号、ISBN 978-4-08-845439-9
  8. 2015年12月25日発売[15]、『YOU』2015年9月号 - 12月号、ISBN 978-4-08-845507-5
  9. 2016年05月25日発売[16]、『YOU』2016年1月号 - 3月号、5月号、ISBN 978-4-08-845507-5
    - 連続テレビドラマ ダメな私に恋してください 撮影現場突撃レポート!（『YOU』2016年2月号）

  10. 2016年11月25日発売[17]、『YOU』2016年6月号 - 9月号[2]、ISBN 978-4-08-845678-2
- 中原アヤ 『ダメな私に恋してくださいR（リターンズ）』 集英社 〈マーガレットコミックス〉、全6巻
  1. 2017年02月24日発売[18][19]、『YOU』2016年11月号[3] - 2017年2月号、ISBN 978-4-08-845727-7
  2. 2017年06月23日発売[20]、『YOU』2017年3月号 - 6月号、ISBN 978-4-08-845782-6
  3. 2017年11月24日発売[21]、『YOU』2017年7月号 - 10月号、ISBN 978-4-08-845859-5
  4. 2018年03月23日発売[22]、『YOU』2017年12月号 - 2018年3月号、ISBN 978-4-08-844018-7
  5. 2018年07月25日発売[23]、『YOU』2018年4月号 - 7月号、ISBN 978-4-08-844075-0
  6. 2018年11月22日発売[24]、『YOU』2018年8月号 - 11月号[4][5]、ISBN 978-4-08-844134-4

### 小説
- 原作及び装画：中原アヤ、著者：木崎菜菜恵、小説『ダメな私に恋してください』 〈集英社オレンジ文庫〉、全1巻
  1. 2016年1月20日発売[25]、ISBN 978-4-08-680062-4

### その他
- 中原アヤ 『ダメな私に恋してください ドラマ化スペシャル』 集英社 〈Shueisha girls remix〉、全1巻
  1. 2016年01月15日発売[26]、ISBN 978-4-08-113803-6

## テレビドラマ
TBS系「火曜ドラマ」枠にて2016年1月12日から3月15日まで放送され、同枠では初の原作付き作品となった。主演は深田恭子。なお、深田が「YOU」連載の作品を原作としたテレビドラマの主演は同局系『専業主婦探偵〜私はシャドウ』に次いで2作目となった。
出演者のディーン・フジオカは同時期に放送されていた連続テレビ小説『あさが来た』で五代友厚役を演じたことから人気が高く、放送終了後には「ダメ恋ロス」「主任ロス」の言葉が生まれたという。

### キャスト

#### 主人公
- 柴田 ミチコ〈30〉（黒沢家の居候・ライフニクス社員） - 深田恭子[28]

#### 喫茶「ひまわり」
- 黒沢 歩〈35〉（ミチコの元上司・マスター） - DEAN FUJIOKA[29]
- テリー / 照井学（黒沢の後輩） - 鈴木貴之
- タマ / 玉井剛（黒沢の後輩） - 石黒英雄
- ポチ / 星武（黒沢の後輩） - クロちゃん（安田大サーカス）[30]
- 鯉田 和夫〈70〉（「ひまわり」の常連客） - 小野武彦

#### 便利グッズ会社「ライフニクス」
- 最上 大地〈26〉（ミチコの同僚） - 三浦翔平
- 門真 由希〈23〉（ミチコの同僚） - 佐野ひなこ
- 森 努（販売本部長） - 小松和重
- 中島 美咲（ミチコの同僚） - 内藤理沙
- 江藤 瞳（ミチコの同僚） - 内田理央（第3話 - 第5話）[31]
- 加藤 - 山本圭祐

#### その他
- 生嶋 晶〈35〉（黒沢の元彼女・下着ショップ「ブラデリスニューヨーク」店長） - 野波麻帆
- 黒沢 一（黒沢の兄） - 竹財輝之助（第3話 - ）
- 黒沢 春子〈35〉（一の妻・花屋「クレッセント」経営） - ミムラ[32]

#### ゲスト
第1話
- 藤本 エリカ（ミチコの元同僚） - 藤本泉（第2話にも出演）
- 米田 亜希（ミチコの元同僚） - 小林きな子（第2話にも出演）
- 米田 要（亜希の息子） - 中野遥斗
- 佐野 純太（大学生） - 吉沢亮（第6話〈回想〉にも出演）
- オタク客 - イジリー岡田
- アイドル店員 - 夏月

第3話
- おじさん店員 - 春海四方

第4話
- 丹野 綾（「ひまわり」の客） - 大野いと

第6話
- 南 環（ネットショップ「ミナミ」社長） - 山村美智

第7話
- 柴田 奈津江（ミチコの母・声のみ） - 山下容莉枝（第8話）

第8話
- 柴田 明日香（ミチコの妹） - 小島藤子
- 柴田 秀輔（ミチコの父） - 佐戸井けん太
- 柴田 智文（ミチコの祖父） - 不破万作（第9話<回想>）

最終話
- 怪しい男 - 柄本時生

### スタッフ
- 原作 - 中原アヤ『ダメな私に恋してください』（集英社「マーガレットコミックス」刊）
- 脚本 - 吉澤智子
- 音楽 - 出羽良彰、羽深由理
- 主題歌 - aiko「もっと」（PONY CANYON）[33][34]
- 撮影 - 矢崎勝人、高野学
- VI - 笠原宗一郎
- 照明 - 橋本譲
- 音声 - 杉村賢太郎
- TM - 平木美和
- 編集 - 瀧田龍一
- ライン編集 - 森本大輔
- 選曲 - 長澤佑樹
- 音響効果 - 松井謙典
- MA - 菅野雅登
- 音楽コーディネーター - 溝口大悟、久世烈
- 美術プロデューサー - 高田圭三
- デザイン - 雨宮里美
- 装置 - 滝沢博史
- 装飾 - 栗本誠治
- 植木 - 金子利治
- 建具 - 阿部英之
- 電飾 - 太田敬三
- 衣裳 - 吉近香織
- ヘアメイク - 蜂須加佳代
- スタイリスト（深田恭子担当） - 亘つぐみ
- ヘアメイク（深田恭子担当） - 園部タミ子
- 持道具 - 武藤浩一
- フードコーディネート - はらゆうこ
- アクションコレオグラファー - 森崎えいじ
- ダンス指導 - 田中麻代
- 編成 - 今井夏木、池田尚弘
- 番組宣伝 - 小山陽介
- スチール - 小柳法代
- インターネット - 佐藤英子
- WEBデザイン - 三橋麻衣子
- コンテンツビジネス - 小林美那子
- メイキング - 渡辺充浩
- 助監督 - 山田祐輔、後藤孝太郎
- プロデューサー - 阿部謙三、大西孝幸
- 協力プロデューサー - 玉江唯
- 演出 - 河合勇人、福田亮介、月川翔
- 製作 - 東宝株式会社、TBS

### 放送日程
| 各話                                                          | 放送日  | サブタイトル                               | 監督     | 視聴率 | 備考     |
| ------------------------------------------------------------- | ------- | ------------------------------------------ | -------- | ------ | -------- |
| 第1話                                                         | 1月12日 | ダメ女VSドS上司のツンデレ!? ラブストーリー | 河合勇人 | 09.0%  | 15分拡大 |
| 第2話                                                         | 1月19日 | 年下イケメンが急接近!! 運命キター          | 河合勇人 | 09.3%  |          |
| 第3話                                                         | 1月26日 | デキる女誕生!? 後輩指導に社内恋愛          | 福田亮介 | 08.2%  |          |
| 第4話                                                         | 2月02日 | 信じていいの? 年下男のプロポーズ           | 福田亮介 | 09.8%  |          |
| 第5話                                                         | 2月09日 | 彼の本気キス! 試合開始?                    | 月川翔   | 08.7%  |          |
| 第6話                                                         | 2月16日 | 彼氏がサギ師!? 蘇る過去!                   | 河合勇人 | 10.1%  |          |
| 第7話                                                         | 2月23日 | 私が本当に好きな人は?!                     | 月川翔   | 09.6%  |          |
| 第8話                                                         | 3月01日 | 今度は私から!? 主任とキス                  | 福田亮介 | 10.3%  |          |
| 第9話                                                         | 3月08日 | 主任の大決心! 彼女か私か                   | 福田亮介 | 09.7%  |          |
| 最終話                                                        | 3月15日 | 全ダメ女に捧ぐ恋の奇跡                     | 河合勇人 | 10.0%  |          |
| 平均視聴率 9.5%（視聴率はビデオリサーチ調べ、関東地区・世帯） |         |                                            |          |        |          |